# Tour de Malopolska
A Tour de Malopolska (oficialmente: Tour of Malopolska; em polaco: Małopolski Wyścig Górski) é uma carreira ciclista por etapas polaca que se disputa na província de Voivodato da Pequena Polónia; desde 2009 em meados do mês de junho e desde 2012 em meados de maio.
Criou-se em 1980 como carreira amadora. Nos anos 1992 e 1993 não se disputou. Desde 2003 começou a ser profissional dentro da categoria 2.5 (última categoria do profissionalismo). Desde a criação dos Circuitos Continentais UCI faz parte do UCI Europe Tour, dentro da categoria 2.2 (igualmente última categoria do profissionalismo). Pese a sua subida ao profissionalismo tem seguido sendo dominada por ciclistas polacos.
Chegou a ter até 12 etapas reduzindo-se progressivamente o número destas até as 3 actuais desde a sua mudança de datas em 2009 (antes disputava-se a princípios de agosto).
O seu organizador é o jornal Gazeta Krakowska.

## Palmarés
Em amarelo: edição amador.
| Ano       | Ganhador             | Segundo             | Terceiro              |
| --------- | -------------------- | ------------------- | --------------------- |
| 1961      | Roman Chtiej         |                     |                       |
| 1962      | Antoni Pałka         |                     |                       |
| 1963      | Franciszek Surmiński |                     |                       |
| 1964      | Józef Dylik          |                     |                       |
| 1965      | Marian Forma         |                     |                       |
| 1966      | Czesław Polewiak     |                     |                       |
| 1967      | Henryk Woźniak       |                     |                       |
| 1968      | Marian Forma         |                     |                       |
| 1969      | Bogdan Langiewicz    |                     |                       |
| 1970      | Jan Baćkowski        |                     |                       |
| 1971      | Zbigniew Krzeszowiec |                     |                       |
| 1972      | Edward Barcik        |                     |                       |
| 1973      | Jerzy Rzepka         |                     |                       |
| 1974      | Ryszard Szurkowski   |                     |                       |
| 1975      | Janusz Kowalski      |                     |                       |
| 1976      | Stanisław Szozda     |                     |                       |
| 1977      | Ryszard Szurkowski   |                     |                       |
| 1978      | Tadeusz Mytnik       |                     |                       |
| 1979      | Krzysztof Sujka      |                     |                       |
| 1980      | Roman Cieslak        |                     |                       |
| 1981      | Czesław Lang         |                     |                       |
| 1982      | Jan Muzyka           |                     |                       |
| 1983      | Roman Cieslak        |                     |                       |
| 1984      | Tadeusz Krawczyk     |                     |                       |
| 1985      | Zbigniew Albin       |                     |                       |
| 1986      | Pawel Bartkowiak     |                     |                       |
| 1987      | Andrzej Sypytkowski  |                     |                       |
| 1988      | Zdislaw Krudysz      |                     |                       |
| 1989      | Zbigniew Piątek      |                     |                       |
| 1990      | Andrzej Makowski     |                     |                       |
| 1991      | Jacek Bodyk          |                     |                       |
| 1992-1993 | Não se disputou      |                     |                       |
| 1994      | Piotr Przydzial      |                     |                       |
| 1995      | Tomasz Brożyna       |                     |                       |
| 1996      | Andrzej Mierzejewski |                     |                       |
| 1997      | Dainis Ozols         |                     |                       |
| 1998      | Zbigniew Piątek      |                     |                       |
| 1999      | Tomasz Brożyna       |                     |                       |
| 2000      | Gregorz Rosolinski   |                     |                       |
| 2001      | Zbigniew Piątek      | Alexei Nakazny      | Piotr Przydział       |
| 2002      | Radosław Romanik     |                     |                       |
| 2003      | Cezary Zamana        | Bartosz Huzarski    | Radosław Romanik      |
| 2004      | Ondrej Fadrny        | Sebastian Skiba     | Robert Radosz         |
| 2005      | Cezary Zamana        | Bartosz Huzarski    | Radosław Romanik      |
| 2006      | Marek Rutkiewicz     | Marek Maciejewski   | Marcin Sapa           |
| 2007      | Mateusz Komar        | Radoslav Romanik    | Dawid Krupa           |
| 2008      | Marcin Sapa          | Mariusz Witecki     | Sergey Firsanov       |
| 2009      | Artur Detko          | Jacek Morajko       | Mateusz Mróz          |
| 2010      | Jacek Morajko        | Alessandro Bertuola | Mateusz Taciak        |
| 2011      | Tomasz Marczynski    | Marek Rutkiewicz    | Łukasz Bodnar         |
| 2012      | Marek Rutkiewicz     | Paweł Cieślik       | Mariusz Witecki       |
| 2013      | Łukasz Bodnar        | Paweł Cieślik       | Jiri Hudecek          |
| 2014      | Maximilian Werda     | Paweł Bernas        | Paweł Cieślik         |
| 2015      | Marko Kump           | Vitaliy Buts        | Martin Herbæk Grøn    |
| 2016      | Mateusz Taciak       | Andrii Bratashchuk  | Domen Novak           |
| 2017      | Maciej Paterski      | Paweł Bernas        | Jonas Gregaard Wilsly |
| 2018      | Amaro Antunes        | Paweł Cieślik       | Anatoliy Budyak       |

## Palmarés por países
| País      | Vitórias |
| --------- | -------- |
| Polónia   | 34       |
| Letônia   | 1        |
| Chéquia   | 1        |
| Alemanha  | 1        |
| Eslovênia | 1        |
| Portugal  | 1        |